# Gerber-Akazie
Die Gerber-Akazie (Senegalia catechu (L.f.) P.J.H.Hurter & Mabb., Syn.: Acacia catechu (L.f.) Willd., Acacia wallichiana DC., Mimosa catechu L.f.), manchmal auch Katechu-Akazie oder nur Katechu genannt, ist eine in Süd- und Südostasien beheimatete Art der Gattung der Akazien (Acacia).

## Beschreibung

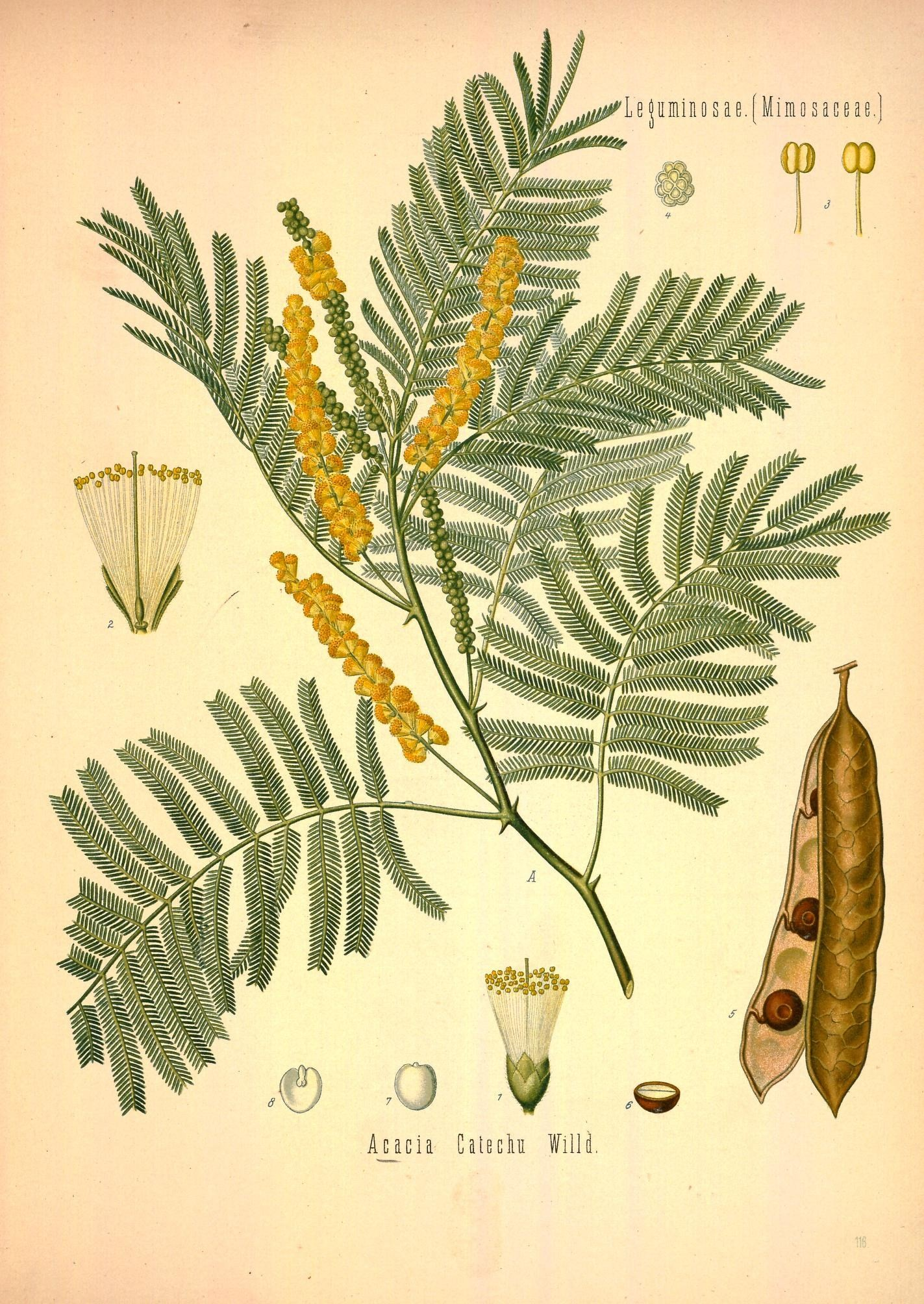
Illustration aus Köhler's Medizinal-Pflanzen

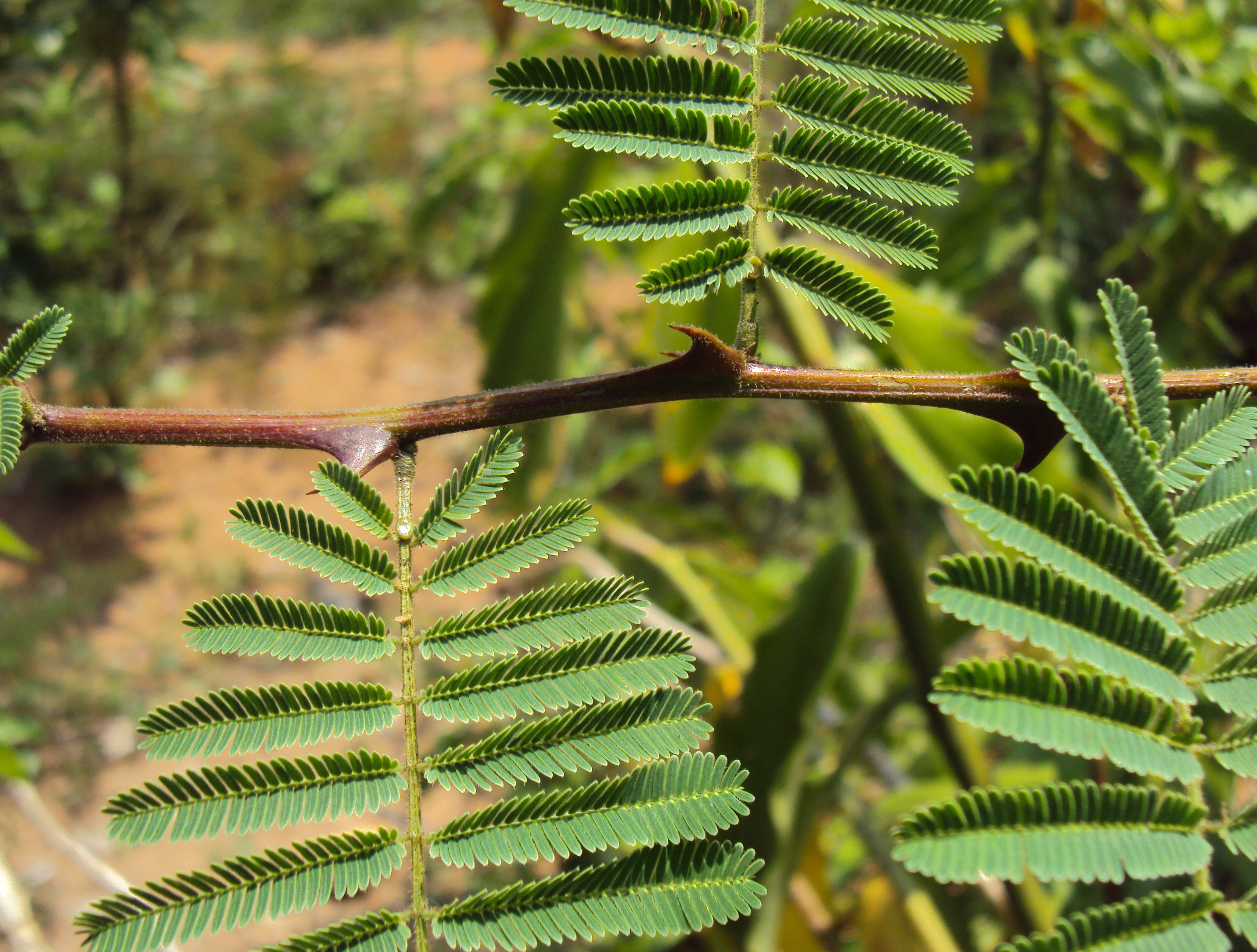
Blätter, in der Nahaufnahme sieht man die Drüsen am Blattstiel

### Vegetative Merkmale
Die Gerber-Akazie ist ein laubabwerfender Baum, der Wuchshöhen zwischen 6 und 10 Meter erreicht. Die Borke ist rissig und reißt in flächige Streifen auf. Die Zweige besitzen eine flaumig behaarte Rinde und tragen häufig ein paar hakenförmige Dornen die aus den Nebenblättern gebildet werden.
Beispielsweise im nördlichen Indien fallen die Laubblätter etwa im Februar ab. Während der heißen Jahreszeit ist der Baum ohne Laubblätter. Gegen Ende April oder im Mai werden neue Laubblätter gebildet. Die wechselständigen Laubblätter sind in Blattstiel und -spreite gegliedert. Im oberen Teil des kurzen Blattstiels befinden sich Drüsen, wie auch oft an der Rhachis. In der doppelt paarig gefiederte Blattspreite sitzen an der behaarten, rinnigen Blattspindel (Rhachis) 10 bis 30 Paare Fiedern erster Ordnung mit jeweils 20 bis 50 Fiederblättchen. Die kurz gestielten, mehr oder weniger behaarten Fiederblättchen sind bei einer Länge von 2 bis 6 Millimeter und einer Breite von 1 bis 1,5 Millimeter länglich.

### Generative Merkmale
In den Blattachseln stehen jeweils eine bis vier 2,5 bis 10 Zentimeter lange ährige Blütenstände. Die sitzenden, zwittrigen und fünfzähligen Blüten sind gelb bis weiß mit doppelter Blütenhülle. Der Kelch ist glockenförmig und 1,2 bis 1,5 Millimeter groß und außen behaart. Die Kelchzähne sind deltoid und behaart. Die spärlich flaumig behaarten Kronblätter sind bei einer Länge von etwa 2,5 Zentimeter verkehrt-eiförmig. Die langen Staubblätter sind zahlreich. Der oberständige Fruchtknoten misst etwa 1 Millimeter und ist drüsig.
Die Fruchtstiele sind 3 bis 7 Millimeter lang. Die braun glänzenden Hülsenfrüchte sind bei einer Länge von 7 bis 15 Zentimeter sowie einer Breite von 1 bis 2,5 Zentimeter riemenförmig und relativ flach. Die Früchte reißen nach der Fruchtreife auf und enthalten drei bis zehn Samen. In China reifen die Früchte zwischen September und dem darauf folgenden Januar.
Die Chromosomenzahl beträgt 2n = 26.
Das Holz der Gerber-Akazie enthält ein tanninhaltiges Harz, das Catechu oder Cutch genannt wird. Seine Wirkstoffe sind Catechine, Epicatechin, Kaempferol, Dihydrokaempferol, Quercetin, Taxifolin, Catechu-Tanninsäure, andere Tanninsäuren und weitere Inhaltsstoffe. Kristallines Harz wird Khersal genannt.

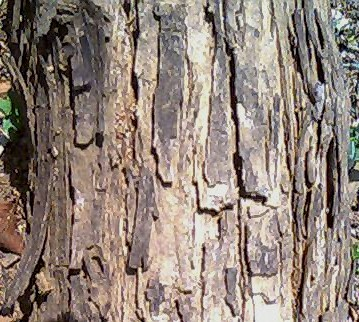
Borke
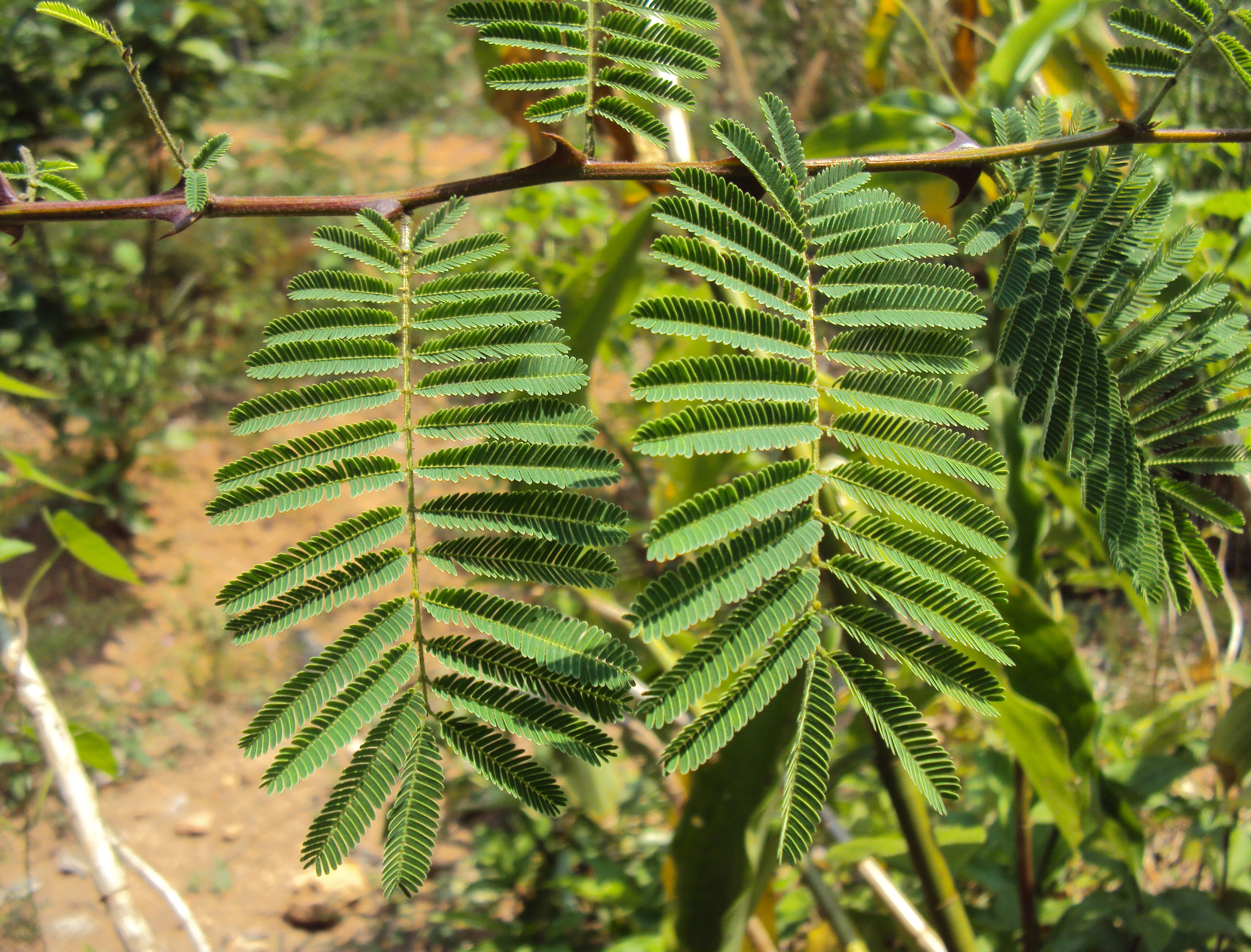
Zweig mit Dornen und doppelt gefiederten Laubblättern
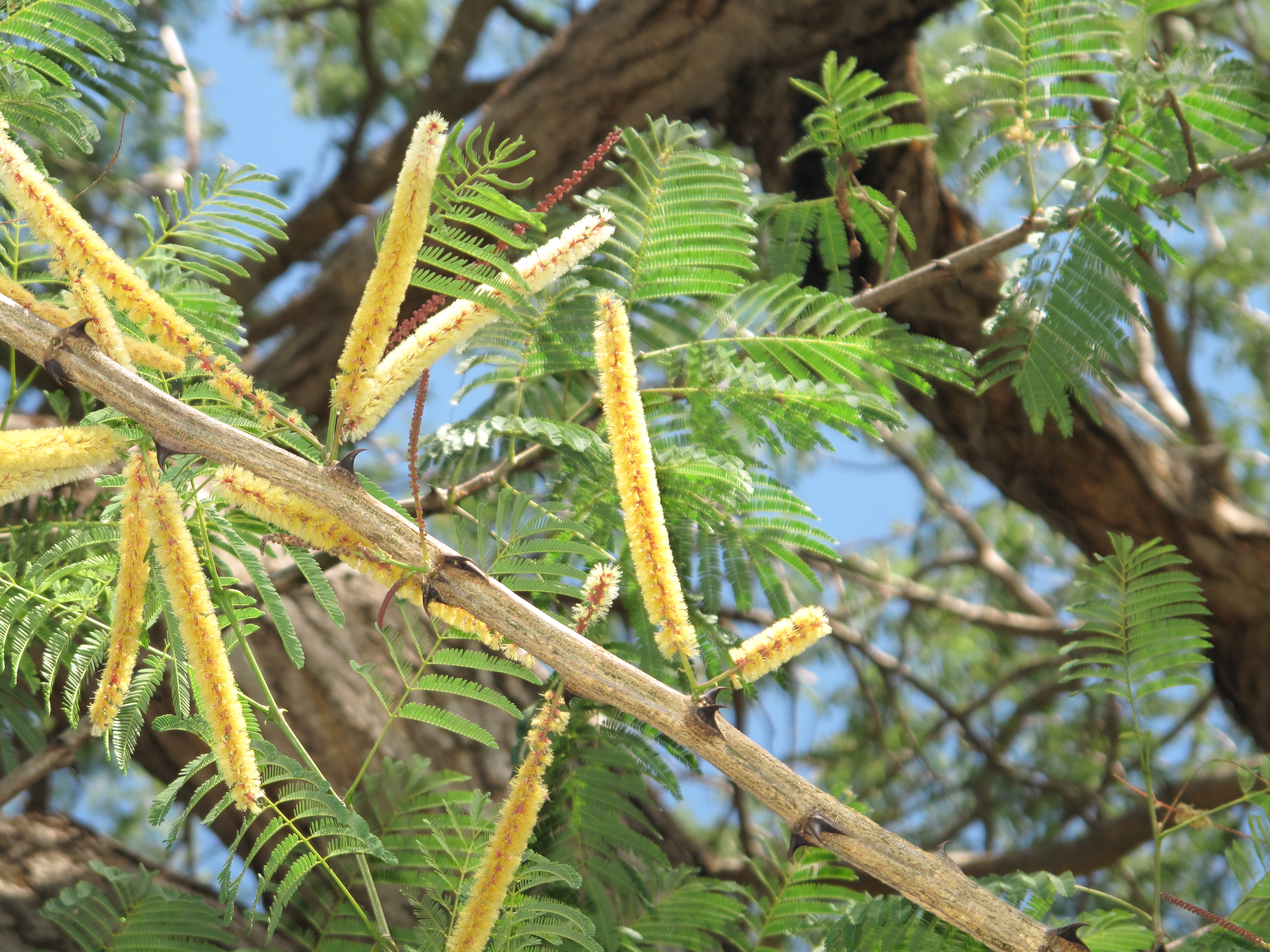
Am Zweig stehen jeweils mehrere ährige Blütenstände zusammen
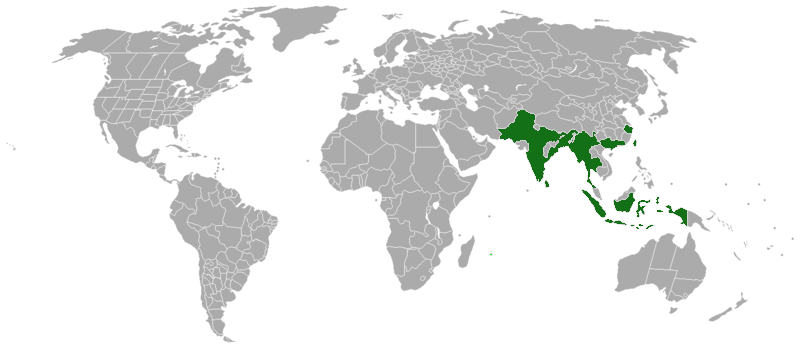
Verbreitungskarte

## Verbreitung
Natürliche Vorkommen finden sich in der Provinz Yunnan in der Volksrepublik China, in Bangladesch, Bhutan, Indien, Myanmar, Nepal, Pakistan, Sri Lanka und Thailand. Da sich die Art in Kultur befindet existieren jedoch auch neophytische Vorkommen zum Beispiel auf Java.

## Verwendung
Die Samen enthalten einen wasserlöslichen Schleim mit hohem Proteingehalt, der vom Menschen verzehrt werden kann. Die Blätter gelten als gutes Futtermittel und werden vor allem an Ziegen verfüttert. Das Holz ist ein gutes Brennholz, das auch geköhlert wird. Auch als Bauholz ist das Holz gut geeignet. Das Harz findet in der Gerberei und beim Färben Verwendung. Aus der Rinde kann Gummi arabicum gewonnen werden.
Einige Inhaltsstoff der Gerber-Akazie wirken adstringierend, sodass das kristallisierte Harz Khersal in der Ayurveda bei chronischem Durchfall, Ruhr, Kolitis, Leukorrhoe eingenommen wird und als Mundwasser bei Stomatitis (Entzündung der Mundschleimhaut), Gingivitis (Entzündung des Zahnfleisches), Pharyngitis (Entzündung des Rachens) und Laryngitis (Entzündung des Kehlkopfs) verwendet werden. Dazu soll das Kernholz getrocknet werden.
Khersal wird als Räucherwerk anlässlich religiöser Zeremonien verbrannt.